# Königin-Alexandra-Vogelfalter

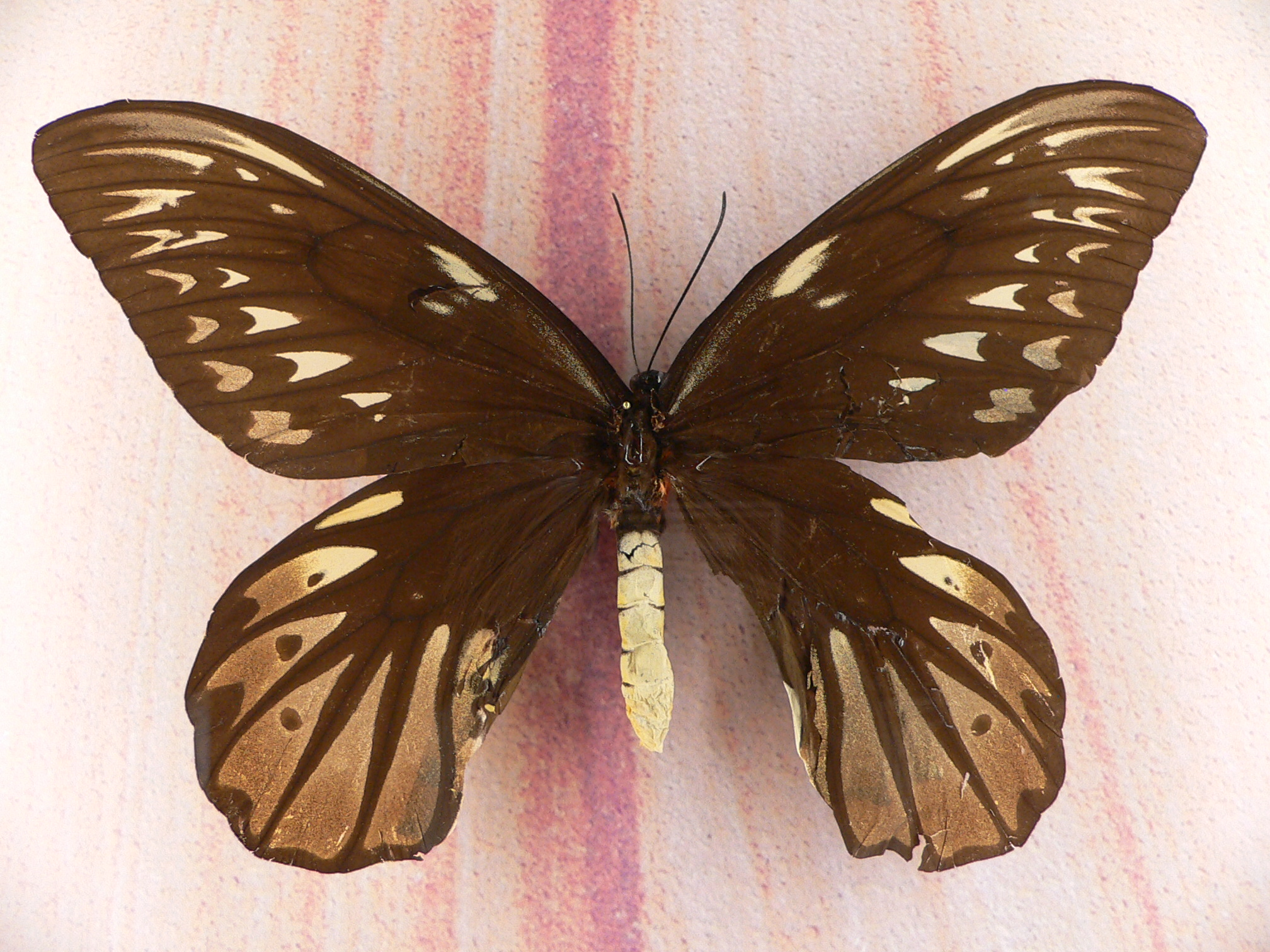
Weibchen des Königin-Alexandra-Vogelfalters

Der Königin-Alexandra-Vogelfalter (Ornithoptera alexandrae) ist ein Schmetterling aus der Familie der Ritterfalter (Papilionidae). Die Weibchen dieser Art gelten als die Schmetterlinge mit der größten Flügelspannweite unter den Tagfaltern. Die Art wurde 1906 von Albert Stewart Meek in Papua-Neuguinea entdeckt und 1907 von Walter Rothschild  beschrieben. Benannt ist sie nach Queen Consort Alexandra, der Frau von König Edward VII. von England.

## Merkmale
Die Weibchen erreichen eine Flügelspannweite von bis zu 30 Zentimetern und eine Körperlänge von 7,5 Zentimetern. Die Männchen sind etwas kleiner und erreichen eine Flügelspannweite von ca. 20 Zentimetern. Das Gewicht der ausgewachsenen Einzeltiere beträgt bis zu 25 Gramm und mehr. Das Weibchen hat einen hellen, gelben Körper mit dunkelbraunen Stellen. Der Kopf und der Thorax sind schwarz, das Abdomen ist gelb. Die Flügel der Männchen sind schwarz, mit blaugrünen Streifen versehen. Das Weibchen ist schwarz und braun gefärbt. Die Flügel sind schwarz metallisch glänzend und grün-bläulich gefärbt. Der Königin-Alexandra-Vogelfalter hat zwei lange, dünne schwarze Antennen am Kopf.

## Verbreitung
Diese Art kommt nur auf der Insel Neuguinea vor. Er lebt in den Primär- und Sekundärregenwäldern in Höhen von 500–800 M. ü. N.N.

## Lebensweise
Der Königin-Alexandra-Vogelfalter lebt im Kronendach der Urwaldbäume.

## Fortpflanzung
Die Weibchen paaren sich nur mit Männchen, die Blüten des Kwila-Baums besucht haben. Die Eier haben einen Durchmesser von 4 mm. Diese werden vom Weibchen auf der Futterpflanze der Raupen, der Kletterpflanze Aristolochia schlechteri, die in den Kronen hoher Tropenwaldbäume, 15 bis 40 Meter über dem Erdboden, wächst, abgelegt.

## Gefährdung
Der Königin-Alexandra-Vogelfalter gehört aufgrund seiner imposanten Erscheinung zu den begehrtesten und teuersten Sammlerobjekten. Er wird von der IUCN als „stark gefährdet“ (endangered) eingestuft und steht im Anhang I des CITES-Abkommens. Damit ist der Handel mit Wildfängen untersagt. Des Weiteren sind die Raupen auf eine einzige Futterpflanze angewiesen, die aufgrund der Lebensraumzerstörung – insbesondere durch die Schaffung von Ölpalmen-Plantagen – immer mehr in ihrem Bestand zurückgeht. Im Jahre 1951 vernichtete ein Ausbruch des Vulkans Mount Lamington 250 km² seines Lebensraumes.
Zum Schutz der Art wurde ein 11.000 Hektar großes Schutzgebiet nördlich von Popondetta eingerichtet. Dort wurden viele Jungpflanzen der Gattung Aristolochia gesetzt. Des Weiteren wird er auch im Tropical Butterfly Garden in Norfolk, Vereinigtes Königreich gehalten.

## Vorkommen in der Kultur
Literarisch spielt der Königin-Alexandra-Vogelfalter und seine fiktive Entdeckung im 19. Jahrhundert eine Rolle in Kurze Notizen zu tropischen Schmetterlingen des US-Schriftstellers John Murray, von der US-Schriftstellerin Joyce Carol Oates für die Best New American Voices 2002 ausgewählt.
In dem Roman Der elektrische Mönch von Douglas Adams vergleicht ein Protagonist sein Gedächtnis mit dem Königin-Alexandra-Vogelfalter: „farbenfroh, fröhlich hin und her hüpfend, und mittlerweile nahezu völlig ausgelöscht.“ ("Reg, as he insisted on being called, had a memory that he himself had once compared to the Queen Alexandra Birdwing Butterfly in that it was colorful, flitted prettily hither and thither, and was now, alas, almost completely extinct.") Der Übersetzer der deutschen Ausgabe war sich nicht darüber im Klaren, dass es sich um einen Schmetterling handelt, und schrieb die besagten Eigenschaften einer gewissen „Königin Alexandra Birdwing Butterfly“ zu.